# Lancer du disque masculin aux championnats du monde d'athlétisme 2022
Pour des articles plus généraux, voir Championnats du monde d'athlétisme 2022 et Lancer du disque aux championnats du monde d'athlétisme.
Navigation
Doha 2019 Budapest 2023
L'épreuve du lancer du disque masculin des championnats du monde de 2022 se déroule les 17 et 19 juillet 2022 au sein du stade Hayward Field à Eugene, aux États-Unis.

## Mimimas de qualification
Le minima de qualification est fixé à 66,00 m, la période de qualification est comprise entre le 27 juin 2021 et le 26 juin 2022.

## Résultats

### Finale
| Rang               | Athlète             | Nationalité | Essais | Essais | Essais | Essais | Essais | Essais | Marque | Notes |
| Rang               | Athlète             | Nationalité | 1      | 2      | 3      | 4      | 5      | 6      | Marque | Notes |
| ------------------ | ------------------- | ----------- | ------ | ------ | ------ | ------ | ------ | ------ | ------ | ----- |
| Médaille d'or      | Kristjan Čeh        | Slovénie    | 65.27  | 69.02  | 71.13  | 68.95  | 70.51  | 67.57  | 71.13  | CR    |
| Médaille d'argent  | Mykolas Alekna      | Lituanie    | 66.64  | 67.87  | 67.28  | 69.27  | x      | x      | 69.27  |       |
| Médaille de bronze | Andrius Gudžius     | Lituanie    | 67.31  | 66.06  | x      | 67.55  | x      | x      | 67.55  |       |
| 4                  | Daniel Ståhl        | Suède       | 66.59  | 65.99  | x      | 65.39  | 67.10  | 66.86  | 67.10  |       |
| 5                  | Simon Pettersson    | Suède       | x      | 67.00  | x      | x      | x      | x      | 67.00  |       |
| 6                  | Matthew Denny       | Australie   | 61.55  | 65.50  | 66.29  | 65.56  | 65.49  | 66.47  | 66.47  |       |
| 7                  | Alin Firfirică      | Roumanie    | 65.10  | 63.80  | 62.58  | x      | x      | 65.57  | 65.57  | SB    |
| 8                  | Alexander Rose      | Samoa       | 65.57  | 64.17  | 63.41  | 62.78  | x      | 61.16  | 65.57  |       |
| 9                  | Fedrick Dacres      | Jamaïque    | 64.85  | 63.25  | 64.79  |        |        |        | 64.85  |       |
| 10                 | Lukas Weißhaidinger | Autriche    | 61.72  | 63.98  | 62.45  |        |        |        | 63.98  |       |
| 11                 | Sam Mattis          | États-Unis  | 60.89  | 63.19  | 62.82  |        |        |        | 63.19  |       |
| 12                 | Traves Smikle       | Jamaïque    | x      | 62.23  | x      |        |        |        | 62.23  |       |

### Qualifications
Qualification : 66,00 m (Q) ou les 12 meilleurs lanceurs (q) se qualifient pour la finale
| Rang | Groupe | Athlète             | Pays           | Essais | Essais | Essais | Marque | Notes |
| Rang | Groupe | Athlète             | Pays           | 1      | 2      | 3      | Marque | Notes |
| ---- | ------ | ------------------- | -------------- | ------ | ------ | ------ | ------ | ----- |
| 1    | A      | Mykolas Alekna      | Lituanie       | 65.78  | 68.91  |        | 68.91  | Q     |
| 2    | A      | Kristjan Čeh        | Slovénie       | 68.23  |        |        | 68.23  | Q     |
| 3    | A      | Simon Pettersson    | Suède          | 63.71  | 68.11  |        | 68.11  | Q, SB |
| 4    | A      | Matthew Denny       | Australie      | 64.89  | 66.98  |        | 66.98  | Q     |
| 5    | B      | Andrius Gudžius     | Lituanie       | 64.21  | 66.60  |        | 66.60  | Q     |
| 6    | B      | Lukas Weißhaidinger | Autriche       | 66.51  |        |        | 66.51  | Q     |
| 7    | B      | Daniel Ståhl        | Suède          | x      | 65.95  | x      | 65.95  | q     |
| 8    | A      | Sam Mattis          | États-Unis     | 61.87  | 65.59  | 62.30  | 65.59  | q     |
| 9    | A      | Alin Firfirică      | Roumanie       | 59.48  | 64.14  | 65.54  | 65.54  | q, SB |
| 10   | B      | Fedrick Dacres      | Jamaïque       | 58.87  | 63.36  | 64.49  | 64.49  | q     |
| 11   | A      | Traves Smikle       | Jamaïque       | 64.21  | 63.16  | x      | 64.21  | q     |
| 12   | A      | Alexander Rose      | Samoa          | 63.11  | 64.14  | 63.97  | 64.14  | q     |
| 13   | A      | Lawrence Okoye      | Royaume-Uni    | 63.57  | x      | 59.89  | 63.57  |       |
| 14   | B      | Nicholas Percy      | Royaume-Uni    | 58.30  | 62.90  | 63.20  | 63.20  |       |
| 15   | A      | Marek Bárta         | Tchéquie       | 62.90  | 61.58  | 56.68  | 62.90  |       |
| 16   | A      | Apostolos Parellis  | Chypre         | 62.46  | 61.32  | 61.27  | 62.46  |       |
| 17   | B      | Martin Wierig       | Allemagne      | 60.52  | 60.86  | 62.28  | 62.28  |       |
| 18   | B      | Andrew Evans        | États-Unis     | 59.31  | 62.20  | 62.18  | 62.20  |       |
| 19   | B      | Henrik Janssen      | Allemagne      | 61.85  | 60.30  | 60.36  | 61.85  |       |
| 20   | B      | Claudio Romero      | Chili          | 61.69  | x      | x      | 61.69  |       |
| 21   | B      | Philip Milanov      | Belgique       | x      | 61.22  | 61.47  | 61.47  |       |
| 22   | B      | Mario Díaz          | Cuba           | 57.72  | 58.35  | 60.83  | 60.83  |       |
| 23   | B      | Martin Marković     | Croatie        | x      | 57.74  | 60.59  | 60.59  |       |
| 24   | B      | Victor Hogan        | Afrique du Sud | 60.51  | x      | 59.83  | 60.51  |       |
| 25   | A      | Chad Wright         | Jamaïque       | 59.14  | x      | 60.31  | 60.31  |       |
| 26   | B      | Mauricio Ortega     | Colombie       | 59.47  | x      | 59.91  | 59.91  |       |
| 27   | A      | Werner Visser       | Afrique du Sud | 58.44  | x      | x      | 58.44  |       |
| 28   | B      | Brian Williams      | États-Unis     | x      | 56.40  | 58.25  | 58.25  |       |
| 29   | A      | Torben Brandt       | Allemagne      | 54.11  | 53.42  | x      | 54.11  |       |
|      | B      | Lucas Nervi         | Chili          | x      | x      | x      | NM     |       |

## Légende
Records et Performances
- AR : Record continental (area record)
- CR : Record des championnats (championship record)
- MR : Record du meeting (meet record)
- NR : Record national (national record)
- OR : Record olympique (olympic record)
- PR : Record paralympique (paralympic record)
- PB : Record personnel (personal best)
- SB : Meilleure performance personnelle de la saison (season's best)
- WL : Meilleure performance mondiale de l'année (world leader)
- WJR : Record du monde junior (world junior record)
- WR : Record du monde (world record)

Circonstances et Conditions
- DNF : N'a pas terminé (did not finish)
- DNS : N'a pas pris le départ (did not start)
- DQ : Disqualification (disqualification)
- NM : Aucun essai valable enregistré (No Mark)
- Q : Qualifié « directement » au prochain tour (ou à la prochaine compétition), lors d'une compétition majeure, grâce au classement ou à la réalisation des minima (automatic qualifier)
- q : Qualifié au prochain tour (ou à la prochaine compétition), lors d'une compétition majeure, grâce au repêchage ou à la réalisation de l'une des meilleures performances parmi celles des « non qualifiés directement » (grâce au meilleur temps ou à la meilleure distance par exemple) (secondary qualifier)